# Srokowscy herbu Jastrzębiec

herb Jastrzębiec

Srokowscy – polski ród szlachecki pieczętujący się herbem Jastrzębiec, który wziął swoje nazwisko od miejscowości Sroki w Powiecie lwowskim, znany od XV wieku.
Protoplastą rodu był najprawdopodobniej Grzegorz, zwany Ormianinem, który w 1421 roku otrzymał wieś Sroki w nagrodę zasług od króla Władysława Jagiełły. W 1452 roku sędzia ziemski Jan z Zimnej Wody i podsędek ziemski Ścibor z Wiszni poświadczyli, że sędziowie polubowni przeprowadzili dział dóbr między Janem ze Srok i jego synem Błażejem. W 1554 roku sędziowie polubowni rozstrzygnęli spór o czwartą część stawu w Srokach pomiędzy Piotrem, Andrzejem, Pawłem i Stanisławem Srokowskimi z jednej strony a Oluchną Fiedkową Srokowską z drugiej strony.
Srokowscy zamieszkiwali Ziemię lwowską, gdzie brali aktywny udział w życiu politycznym kraju; część przedstawicieli rodu przeniosło się do Ziemi halickiej. Po rozbiorach Rzeczypospolitej wylegitymowali się ze staropolskiego szlachectwa w zaborze austriackim: w 1782 roku przed Lwowskim Sądem Ziemskim oraz później przed Wydziałem Stanów we Lwowie.

## Członkowie rodu
- Stanisław Srokowski (1872–1950) – geograf, działacz państwowy II Rzeczypospolitej, założyciel i pierwszy dyrektor Instytutu Bałtyckiego
- Stanisław Srokowski (1888–1917) – doktor praw, oficer c. k. armii podczas I wojny światowej, pisarz
- Konstanty Srokowski (1778–1835) – działacz polityczny i publicysta
- Stanisław Srokowski (ur. 1936) – pisarz, poeta, prozaik, dramaturg, krytyk literacki, tłumacz, nauczyciel akademicki i publicysta.